# Limenitis nahua
Limenitis nahua är en fjärilsart som beskrevs av Grose-smith 1898. Limenitis nahua ingår i släktet Limenitis och familjen praktfjärilar. Inga underarter finns listade i Catalogue of Life.